# Zera Sélassié
Ne doit pas être confondu avec Zera Yacob.
Pour les articles homonymes, voir Selassié.
Titre
Prétendant au trône d'Éthiopie
Depuis le 17 février 1997
(28 ans et 19 jours)
Zera Yacob Amha Sélassié (Ge'ez : ዘርዐ ያዕቆብ አምኃ ሥላሴ) né le 17 août 1953 à Addis-Abeba, est le petit-fils du négus Haïlé Sélassié et le fils du roi en exil Amha Sélassié. Il est le chef de la famille impériale d’Éthiopie depuis le 17 février 1997, date du décès de son père.

## Biographie
Il a fréquenté le collège Eton et est diplômé du collège Exeter, à Oxford. Il a été nommé héritier présomptif du trône impérial d'Éthiopie en 1974 par son grand-père, le roi Haïlé Sélassié, à la suite de la grave attaque cérébrale subie par son père un an plus tôt.
Après la chute de la monarchie éthiopienne, le prince Zera Yacob termine ses études à Oxford au milieu des années soixante-dix et travaille ensuite brièvement comme banquier aux États-Unis. Il est ensuite retourné à Londres pour se rapprocher de ses parents. Il a épousé Mlle Nunu Getaneh et a eu une fille, la princesse Lideta, mais a par la suite divorcé. Il a brièvement accompagné son père Amha Sélassié lorsqu’il a déménagé au Texas aux États-Unis, puis est retourné en Angleterre et a résidé pendant un certain temps à Manchester. Il a été nommé prince héritier par son père, le prince Asfaw Wossen, lorsque ce dernier prend le titre de roi des rois en exil en avril 1989.
Le prince héritier Zera Yacob est considéré comme le chef de la famille impériale d'Éthiopie depuis le décès de son père le 17 février 1997. Il vit actuellement[Quand ?] à Houston.